# Chinesische Akademie für traditionelle chinesische Medizin

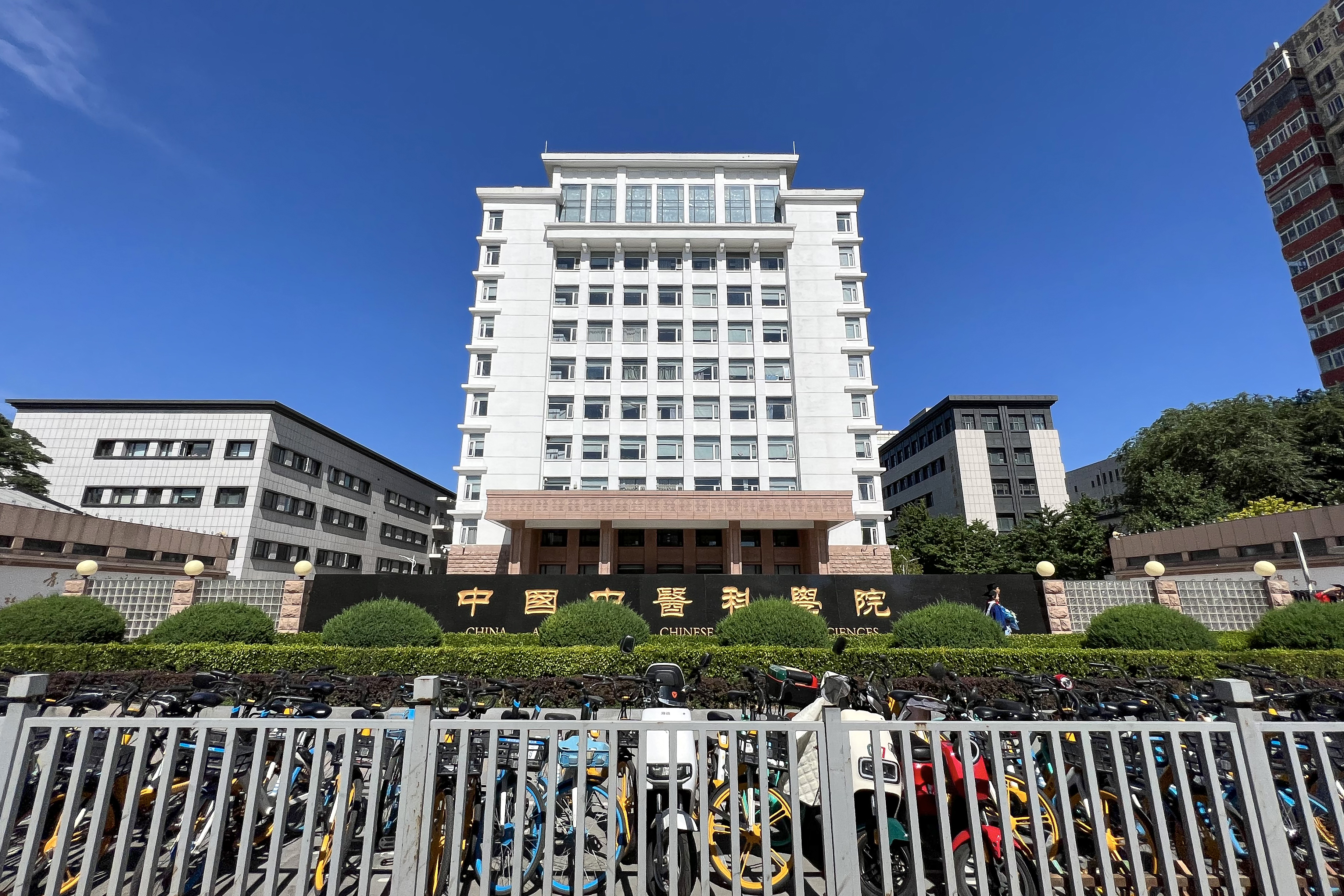
China-Akademie für traditionelle chinesische Medizin

Die Chinesische Akademie für traditionelle chinesische Medizin (chinesisch 中國中醫科學院 / 中国中医科学院, Pinyin Zhongguo Zhongyi Kexueyuan, englisch China Academy of Chinese Medical Sciences / China Academy of TCM Science / China Academy of Traditional Chinese Medicine, Abk. CATCM) wurde ursprünglich am 19. Dezember 1955 gegründet. Es ist das größte und bedeutendste nationale chinesische Zentrum für Forschung, Gesundheitsfürsorge und Lehre der traditionellen chinesischen Medizin (TCM).
Ihr Sitz ist in Peking, der derzeitige Präsident ist Cao Hongxin (曹洪欣).
Die Akademie war unter anderem an der Erarbeitung der Liste des immateriellen Kulturerbes der Volksrepublik China des Chinesischen Staatsrates beteiligt.
Zur Akademie gehören 13 Institute, 6 Krankenhäuser, eine Graduiertenschule und ein Verlag für Bücher zum Thema „Traditionelle chinesische Medizin“ und Fachzeitschriften. Die Akademie hat 4000 Mitarbeiter, darunter 2300 Experten auf verschiedenen Gebieten.